# Unadilla (miasto)
Unadilla – miasto w Stanach Zjednoczonych, w stanie Nowy Jork, w hrabstwie Otsego.